# محمود عبد الرازق عفيفي
محمود عبد الرازق عفيفي كاتب ومؤلف مصري ساخر تلقَّب بلقب أديب الشباب واشتهر هذا اللقب. إشتهر أيضا عن طريق الكتابة على جدران القاهرة في تسعينيات القرن العشرين، والتي كان يعلن فيها عن اسمه ولقبه وعناوين مؤلفاته - التي عُدت صادمة ومبتذلة في وقتها.

## حياته
بدأ محمود عبد الرازق عفيفي حياته كموظف بوزارة الداخلية المصرية، وفي عام 1998 قام رئيسه بتسليمه لمستشفى الأمراض العقلية بزعم الجنون، وهي التهمة التي ينفيها أديب الشباب في حوار طريف أجرته معه مجلة «آخر ساعة» بقوله: كان رئيسي في العمل برتبة لواء، وكان دائما ما يضايقني، فأمر بإدخالي مستشفى الامراض العقلية لكن عندما ذهبت إلى هناك استغرب الدكتور ونهر اللواء وأمر بإطلاقي بعد ساعات.
كان قد تحول إلى ظاهرة منذ منتصف الثمانينات فاعلاناته التي لا يخلومنها شارع واحد في مصر دفعته إلى مصاف النجوم رغم أن أحدا لا يعرفه شخصيا، إذ لم يعد غريبا ان يفاجأ مشاهدو التلفزيون وهم يتابعون مباريات كرة القدم التي يكون طرفها المنتخب المصري بلافتة كبيرة تتصدر مدرجات الدرجة الثالثة وقد كتب عليها بالبنط العريض «محمود عبد الرازق عفيفي أديب الشباب يتمنى الفوز للمنتخب المصري».
وفي إحدى الأيام فوجيء الكثيرين على جدران مسار المترو بوسط المدينة قد وجه كلامه للرئيس شخصيا (كيف ترضى يا سيادة الرئيس في عهدك أن يصادر كتاب وأن يقصف قلم)، وكان أطرف ما كتبه اعترافه بالمسؤولية الكاملة عن فضيحة الرئيس الأمريكي بيل كلينتون عندما كتب وبخط واضح «كلينتون بريء».. والبقعة التي على فستان مونيكا تخصني»، بل وأرسل برقية للسفير الأمريكي بالقاهرة بهذا الاعتراف مكذبا كينث ستار الذي أعد ملف القضية.
ولا تخلو العبارات التي يكتبها «أديب الشباب» من بعض التجاوزات في أحيان كثيرة، دون سبب واضح، فقد فوجئ طلبة الجامعة الأمريكية ذات صباح وقد تضمن الحائط المواجه للجامعه سبابا لا يمكن نشره، عندما كتب «أديب الشباب» «كل بنات الجامعة الأمريكية (...) و (...) ويجب أن يقرأوا كتبي».

## مؤلفاته
صدرت له عدة مؤلفات بعضها غير مطبوع، وأبرز مؤلفاته:
- من يسبح ضد التيار معي
- كلام على ورق بفرة
- الإسلام والجنس
- الألوهية والجنس
- حكاوي الغواني
- سيدي المسيح عفوا
- هذا قرآني
- إجهاض الحرية